# Eugène Brieux
Pour les articles homonymes, voir Brieux (homonymie).
Eugène Brieux, né le 19 janvier 1858 à Paris 8e et mort le 6 décembre 1932 à Nice, est un dramaturge, journaliste et voyageur français.

## Biographie
Né au 16 rue de Bercy, d’une ménagère et d'un artisan menuisier du quartier du Temple, après avoir appris à lire, à écrire, à compter, chez les frères, il entre en apprentissage auprès son père à l’âge de treize ans. Suivant les cours primaires le soir, il complète son éducation grâce à des livres qu’il se procure, avec ses menues économies d’apprenti. Les premiers dont il fit l’acquisition sont les Scènes de la Vie de bohème de Mürger, Atala et René de Chateaubriand et le Faust de Goethe.
L’instruction « primaire supérieure » qu’il a acquise par ses propres soins lui permet d’abandonner l’établi paternel, pour entrer dans les bureaux de la Compagnie générale du Gaz. En 1879, il fait représenter le drame en un acte, Bernard Palissy, écrit en collaboration avec Gaston Salandri, sans grand succès au théâtre de Cluny. En 1885, poussé par les besoins de l’existence et l’envie d’écrire pour le grand public, il sollicite, sans avoir jamais fait de journalisme, le poste de rédacteur en chef au quotidien le Nouvelliste de Rouen, rendu vacant par le départ d’Eugène Souchières, parti fonder et diriger le Patriote de Normandie. N’ayant jamais écrit que quelques nouvelles pour une revue de la capitale et, en collaboration, Bernard Palissy, drame en un acte, représenté sans grand succès au théâtre de Cluny, en 1879, il en a imposé par sa belle assurance à son directeur, Charles Lapierre, qui lui attribue le poste. Chaque nuit, après le départ de ses collaborateurs, collections en main, il apprend le métier sur le tas.
Au Nouvelliste de Rouen, qui était alors une sorte de salon littéraire, artistique et politique, il fait la connaissance du poète Louis Bouilhet, le peintre Albert Lebourg, Guy de Maupassant, qui sera son mentor et dont les récits inspireront certaines de ses nouvelles. Durant son séjour à Rouen, il continue d’envoyer des pièces à Paris et réussit à faire monter par son ancien collègue, André Antoine, sa première comédie, Ménages d’artistes, au Théâtre-Libre. Il fait également représenter, sous le pseudonyme de Louis Bricourt, un mélodrame, La Fille de Duramé à Rouen, puis un opéra en trois actes Sténio, tiré d'une nouvelle de Charles Nodier, musique de Frédéric Le Rey, et un à-propos en vers intitulé Corneille à Petit-Couronne.
Passé directeur du Nouvelliste de Rouen, cette dernière publication ayant été rachetée par le Patriote de Normandie, il prend la direction politique de la Vigie de Dieppe, tout en publiant des chroniques fantaisistes à Paris, dans la Patrie » et au Figaro. Entretemps, Antoine ayant créé de lui, au Théâtre Libre, « Blanchette », cette pièce, qui a retenu l’attention de la critique, qui s’en est emparée, et même bruyamment épilogué, pur en blâmer le dénouement, que, d’ailleurs, il a modifié lors la reprise de la pièce à la Comédie-Française. Avec cette pièce, sa plus connue, Brieux a accédé à la notoriété.
Remonté à Paris, après la première Blanchette, il continue le journalisme, employé dans un quotidien à la transcription des dépêches Havas, avant de rédiger des fantaisies humoristiques dans un journal boulevardier. Le 27 mai 1882, il donne une conférence intitulée les Débuts d’un homme de lettres à Paris, où il règle ses comptes avec Émile Zola et à quelques autres écrivains en place, comme le suggère ses sous-titres Ses visites chez les pontifes, Épicerie et Littérature.
Après le succès de Blanchette, Brieux poursuit une brillante carrière de dramaturge, produisant une nouvelle pièce à peu près tous les ans. Il met en scène des pièces de caractère social à tendances réformatrices, qui ont abouti, comme Maternité, à une réforme de la procédure judiciaire, ou les Avariés (en), qui a également eu des résultats d’ordre pratique. Il n’éprouvait plus de refus, sauf pour les Avariés, dont le titre, mais surtout le sujet jugé scabreux pour l'époque : la contamination par la syphilis, difficilement curable à l'époque et dont est mort son compère Maupassant. Malgré son intention, qui était d'informer et de prévenir, les Avariés a été interdite pour immoralité. Le directeur de théâtre bruxellois Victor Reding, lui ayant fait proposer de jouer cette pièce au théâtre du Parc, le succès a été au rendez-vous. Non seulement, personne n’a été choqué par un sujet, mais la pièce, ainsi devenue parmi les plus connues de Brieux, a aussitôt, été traduite en italien, en allemand, en anglais. En Amérique, les pasteurs protestants ont provoqué les représentations de cette comédie dont le succès a étonné l’auteur lui-même. 
Sans aller jusqu’à la pièce à thèse, Brieux a étudié de la vie sociale qui lui offrait un intérêt bien plus grand une ampleur plus émouvante que les traditionnelles histoires d’alcôve ou d’adultère. Il a ainsi approfondi le rôle des nourrices après avoir entendu une jeune femme s'écrier que c'était « dégoutant » en voyant une nourrice allaiter un nourrisson. Tel a été le point de départ de sa pièce les Remplaçantes.
Nommé par Waldeck-Rousseau membre d’une commission chargée d’étudier les moyens de combattre la dépopulation, il a assisté à toutes les séances de la commission, qui n’a rien accompli de méritoire, mais il a composé Maternité. L’Engrenage est un tableau de la corruption parlementaire, l’Évasion est la protestation contre la tyrannie des lois de l’atavisme, les Bienfaiteurs fait le procès de la charité dans ce qu’elle a de charlatanesque et d’odieux. Le Résultat des courses met en relief le péril de la passion du jeu, et la Robe rouge dénonce le pouvoir parfois abusif du magistrat.
Élu à l’Académie française le 18 mars 1909, au fauteuil 22, il a fondé, au sein de ce corps, un prix biennal de 30 000 francs, le prix Brieux, destiné à récompenser une pièce de théâtre en 3 actes au moins, à tendances sociales et moralisatrices. Lors de la Première Guerre mondiale, et ensuite, il s'engage pour aider les aveugles de guerre, il permet la création d'écoles de formation.
Préférant le calme et la solitude de la campagne, la capitale n’était pour lui qu’un pied-à-terre juste le temps nécessaire à la mise en train de ses pièces. Ayant élu domicile à Agay, à la construction d’une route menaçant sa solitude, il délaisse le Var pour le Loiret. Il passe beaucoup de temps au pays basque, et retourne à Rouen inaugurer, le 28 avril 1929, le buste de Georges Dubosc.
Il est inhumé au cimetière du Grand Jas, dans le caveau qu’il s’était fait creuser sur les hauteurs du cimetière de Cannes, et où l’a rejoint, à la demande de sa veuve, en 1935, le célèbre illustrateur de l'Illustration, Sabattier, auquel l’unissait une amitié profonde.

## Hommages
La ville de Pantin a donné son nom à une allée, et la ville de Toulouse a donné son nom à une rue. La ville de Paris a inauguré, le 2 décembre 1935, une plaque commémorative au 2 bis avenue Frochot (26 rue Victor-Massé) à Paris, où il a habité, de 1913 à 1932.

## Distinctions
- 1897 : Prix Toirac de l’Académie française pour L’Évasion.
- 1900 : Prix Alfred-Née de l’Académie française.
- Grand officier de la Légion d'honneur (décret du 3 février 1929). Il est fait grand-officier par Raymond Poincaré (nommé chevalier le 27 juillet 1897, promu officier le 22 juillet 1906 puis commandeur le 4 octobre 1919).

## Œuvres

### Théâtre
- Bernard Palissy, drame en 1 acte, en vers, Paris, théâtre de Cluny, 21 décembre 1879.
- Ménages d’artistes, comédie en 3 actes, Paris, Théâtre-Libre, 21 mars 1890.
- La Fille de Duramé : drame en 5 actes (Rouen, Théâtre-Français, 25 mars 1890), Paris (lire en ligne sur Gallica).
- Monsieur de Réboval, comédie en 4 actes, Paris, théâtre de l'Odéon, 15 septembre 1892.
- Blanchette, comédie en 3 actes, Paris, Théâtre-Libre, 15 octobre 1892 ; reprise ensuite. Paris, théâtre Antoine, 30 septembre 1897.
- L’Engrenage : comédie en 3 actes (Paris, Comédie-Parisienne, 16 mai 1894), Paris (lire en ligne).
- La Rose bleue, comédie-vaudeville en 1 acte, Genève, Grand-Théâtre, 26 juillet 1895 .
- Les Bienfaiteurs : comédie en 4 actes (Paris, théâtre de la Porte-Saint-Martin, 22 octobre 1896), Paris (lire en ligne).
- L’Évasion, comédie en 3 actes, Paris, Comédie-Française, 7 décembre 1896.
- Les Trois Filles de Monsieur Dupont : comédie en 4 actes (Paris, théâtre du Gymnase, 8 octobre 1897), Paris (lire en ligne).
- L'École des belles-mères : comédie en un acte, Paris, 1898 (lire en ligne).
- Résultat des courses, comédie en 6 tableaux, Paris, théâtre Antoine, 9 décembre 1898.
- Le Berceau : comédie en 3 actes (Paris, Comédie-Française, 19 décembre 1898), Paris (lire en ligne).
- La Robe rouge, pièce en 4 actes, Paris, théâtre du Vaudeville, 14 mars 1900, reprise par la Comédie-Française le 1er février 1938
- Les Remplaçantes, comédie en 3 actes, Paris, théâtre Antoine, 15 février 1901.
- La Petite Amie, pièce en 3 actes, Paris, Comédie-Française, 3 mai 1902.
- Simone, pièce en 3 actes, Paris, Comédie-Française, 13 avril 1903.
- La Couvée : comédie en 3 actes Paris, Université populaire du faubourg Saint-Antoine, 9 juillet 1903, Paris (lire en ligne).
- Maternité : pièce en 3 actes, Paris, théâtre Antoine, 9 décembre 1903 (lire en ligne).
- La Déserteuse, avec Jean Sigaux, Paris, théâtre de l'Odéon, 15 octobre 1904.
- Les Avariés : pièce en 3 actes (Paris, théâtre Antoine, 22 février 1905), Paris (lire en ligne).
- L’Armature : pièce en 5 actes, tirée du roman de Paul Hervieu (Paris, théâtre du Vaudeville, 19 avril 1905), Paris (lire en ligne).
- Les Hannetons, comédie en 3 actes, Paris, théâtre de la Renaissance, 3 février 1906.
- La Française : comédie en 3 actes (Paris, théâtre de l'Odéon, 18 avril 1907), Paris (lire en ligne).
- Suzette (pièce en 4 actes, Paris, théâtre du Vaudeville, 27 avril 1909), Paris (lire en ligne).
- La Foi : pièce en cinq actes, musique de Camille Saint-Saëns (Londres, His Majesty’s Theatre, le 20 septembre 1909), Paris (lire en ligne).
- La Femme seule : comédie en 3 actes (Paris, théâtre du Gymnase, 22 décembre 1912), Paris (lire en ligne).
- Le Bourgeois aux champs, comédie en 3 actes, Paris, théâtre de l'Odéon, 11 février, 1914.
- Les Américains chez nous, comédie en 3 actes, Paris, théâtre de l'Odéon, 9 janvier 1920.
- Trois Bons Amis, comédie en trois actes, Paris, théâtre de l'Odéon, 7 mai 1921.
- Théâtre complet (9 volumes, 1921-1929).
- L’Avocat : comédie en 3 actes (théâtre du Vaudeville, 22 septembre 1922), Paris, 1922 (lire en ligne). — Adapté au cinéma en 1943 sous le titre Coup de feu dans la nuit.
- L’Enfant (Pierrette et Galaor), comédie en trois actes, Paris, théâtre du Vaudeville, 20 septembre 1923.
- La Famille Layolette, comédie en 3 actes, Paris, théâtre des Nouveautés, 11 septembre 1926.

### Varia
- Voyage aux Indes et en Indo-Chine : simples notes d’un touriste (1910)
- Algérie (1912)
- Tunisie (1912)
- Au Japon par Java, la Chine, la Corée : nouvelles notes d’un touriste, Paris, 1914 (lire en ligne).

## Iconographie

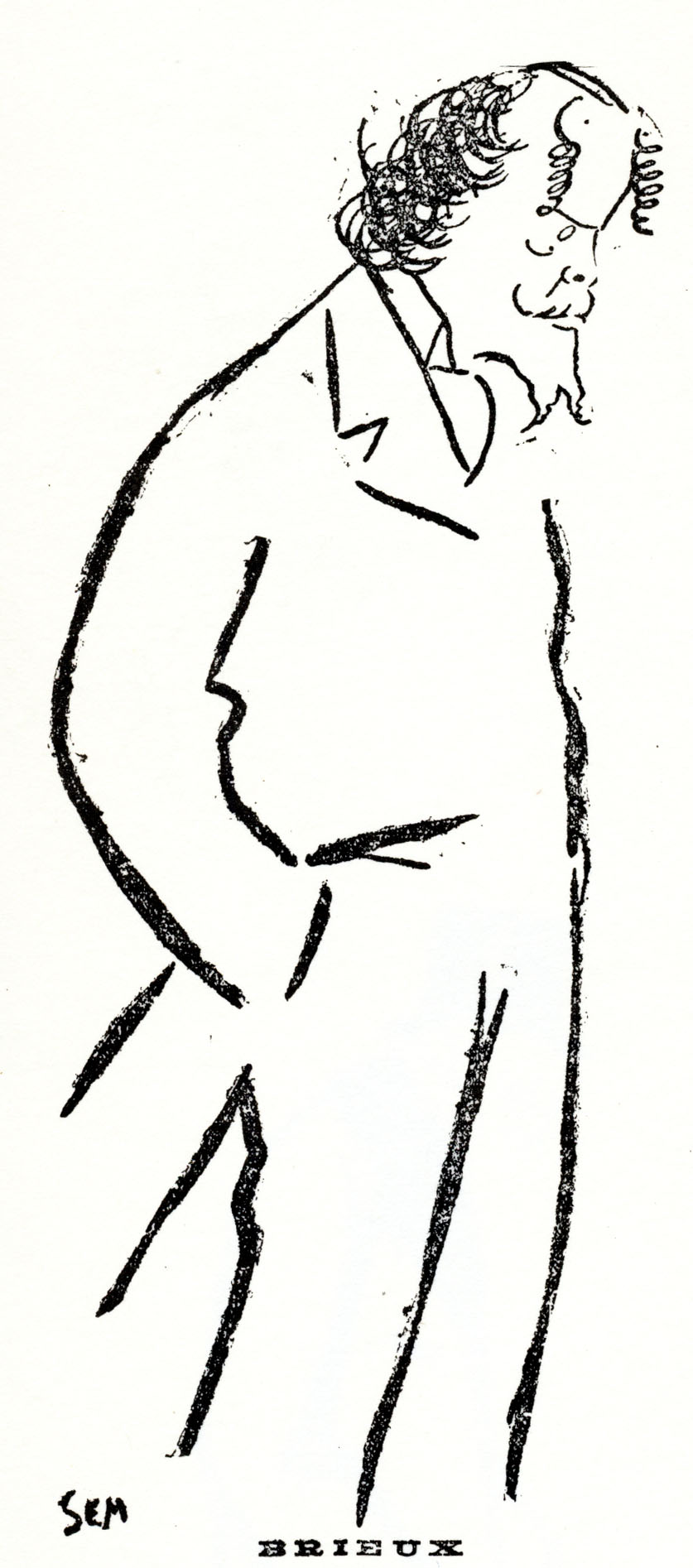
Caricature de Sem.
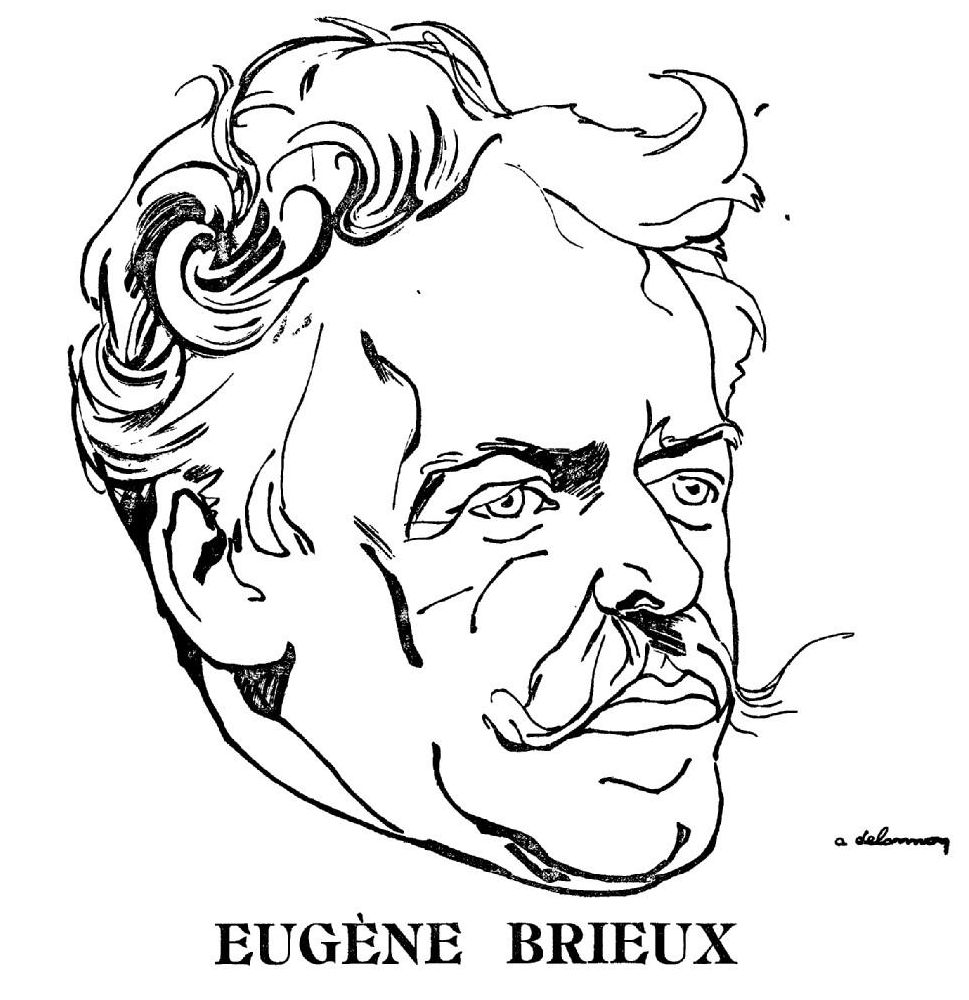
Caricature Aristide Delannoy pour Les Hommes du jour (1909).
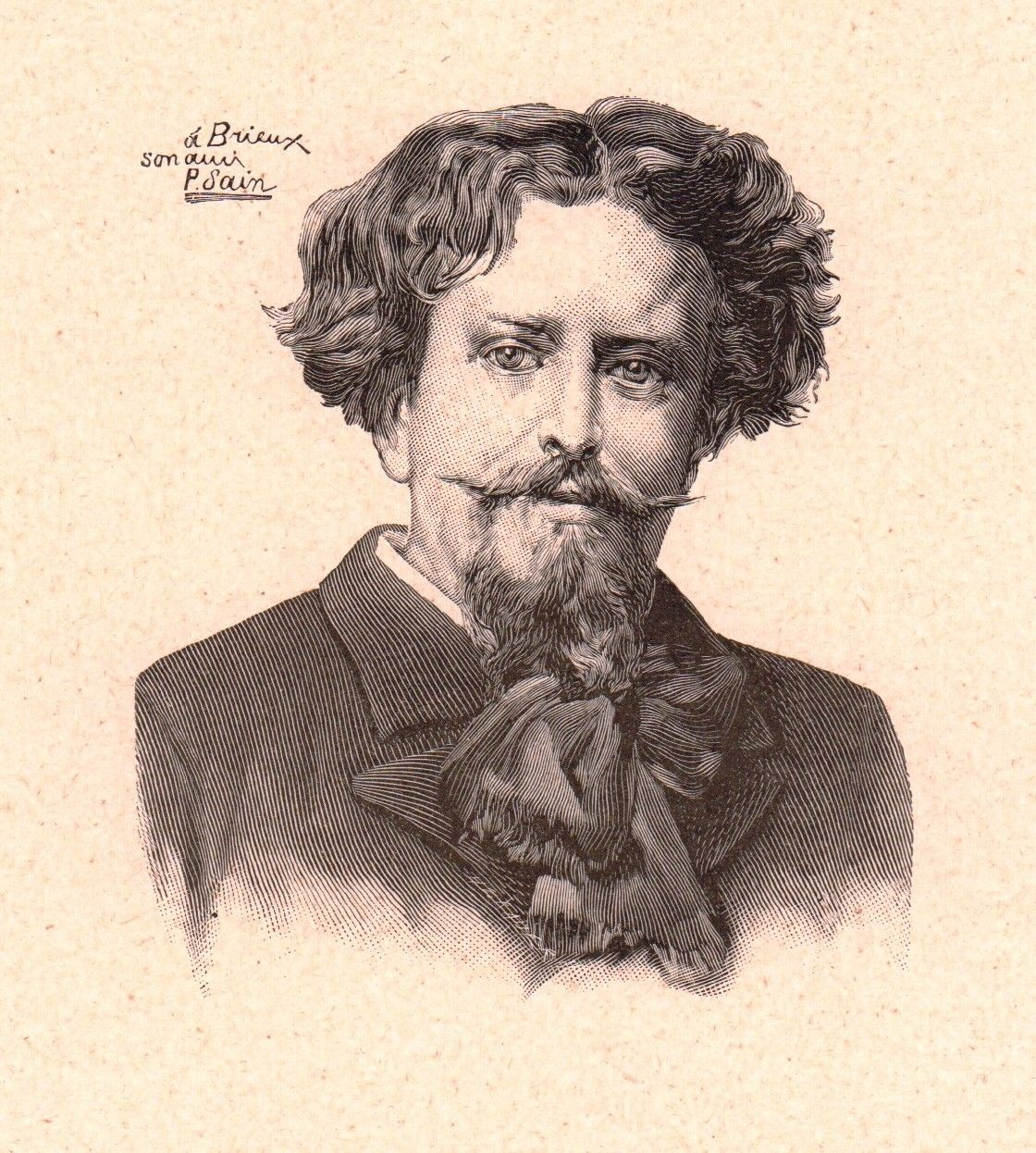
Gravure de P. Sain dans l’Album Mariani
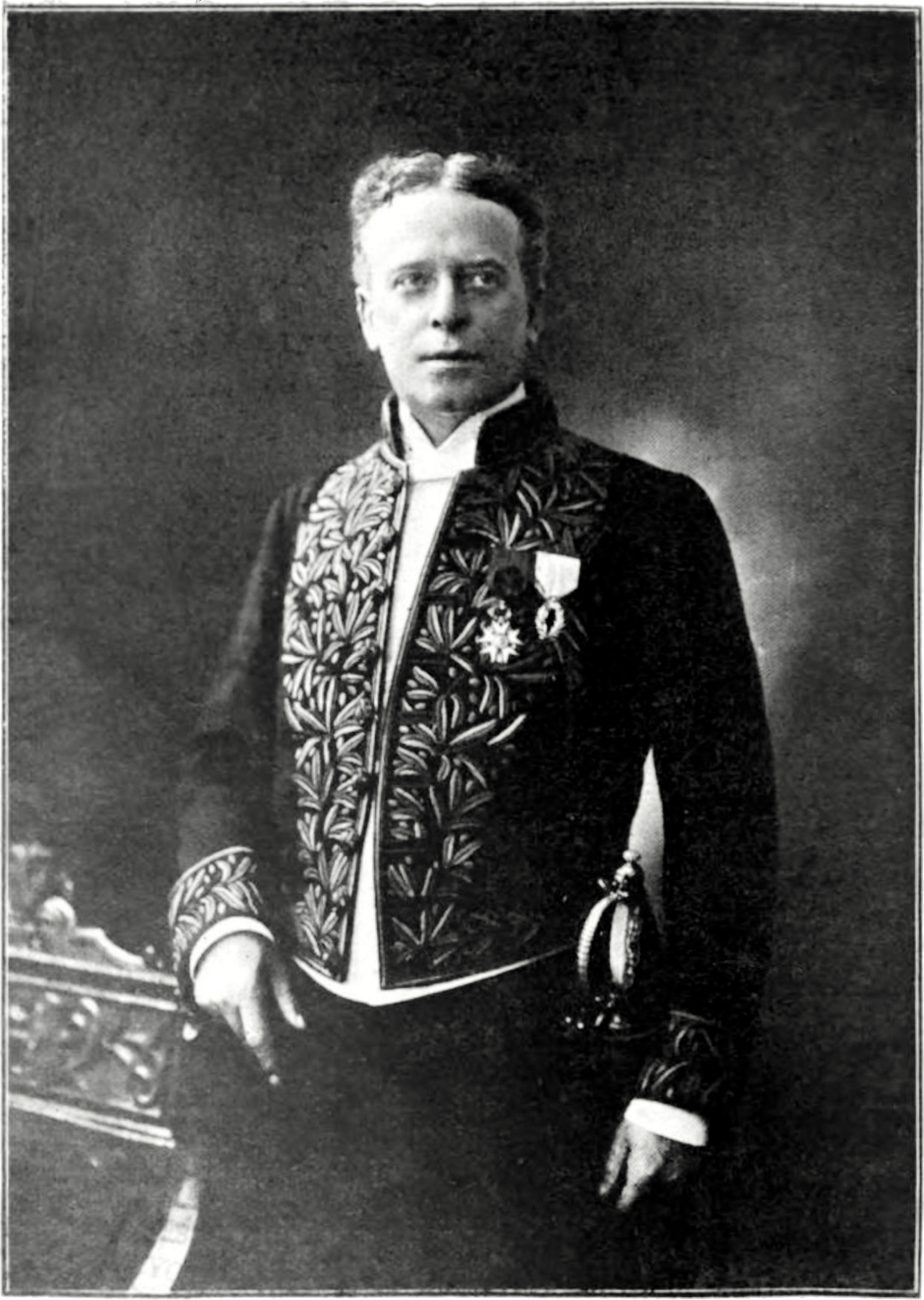
En costume d’académicien.
Avec l’ambassadeur Jusserand.